# Langues otomies
Cet article concerne les langues otomies. Pour le peuple otomi, voir Otomis.
Les langues otomies sont un groupe de langues amérindiennes parlées au Mexique par les Otomis.

## Classification
Les langues otomies sont un groupe de langues qui composent la branche oto-pame de la famille oto-mangue.
La branche oto-pame de l'oto-mangue est constituée de plusieurs groupes qui sont, avec les langues otomies, les langues pames, le jonaz, le matlatzinca et l'ocuiltèque.

## Liste des langues
Il existe une grande variété de parlers otomis, dont fait partie le mazahua. L'habitude est de les qualifier de dialectes. Ce terme ne signifie pas  nécessairement qu'ils soient intercompréhensibles les uns par rapport aux autres.
Liste non exhaustive : 
- mazahua
- otomi de la sierra
- otomi du Nord-Ouest

Liste de l’INALI :
- otomi de la sierra (ñuju, ñoju, yühu) ;
- otomi inférieur du Nord-Ouest (hñäñho) ;
- otomi de l’Ouest (ñathó) ;
- otomi de l’ouest de la vallée du Metzquital (ñöhñö, ñähñá);
- otomi de la vallée du Metzquital (hñähñú, ñänhú, ñandú, ñóhnño, ñanhmu) ;
- otomi d’Ixtenco (yühmu) ;
- otomi du Sud ou otomi de Tilapa (ñü’hü) ;
- otomi du Nord-Ouest (hñöñho, ñühú, ñanhú) ;
- otomi du centre (hñähñu, ñöthó, ñható, hñothó, ñóhnño).

Liste Ethnologue :
- otomi des hauts-plateaux orientaux [otm] (yųhų) ;
- otomi de l’État de Mexico [ots] (hñatho) ;
- otomi d’Ixtenco [otz] ;
- otomi du Mezquital [ote] (hñahñu) ;
- otomi du Querétaro [otq] (hñohño) ;
- otomi de Temoaya [ott] ;
- otomi de Tenango [otn] (ñųhų) ;
- otomi de Texcatepec [otx] (ñųhų) ;
- otomi de Tilapa [otl].